# Röllbach
Röllbach ist eine Gemeinde im unterfränkischen Landkreis Miltenberg. Die Gemeinde ist Mitglied der Verwaltungsgemeinschaft Mönchberg.

## Geografie

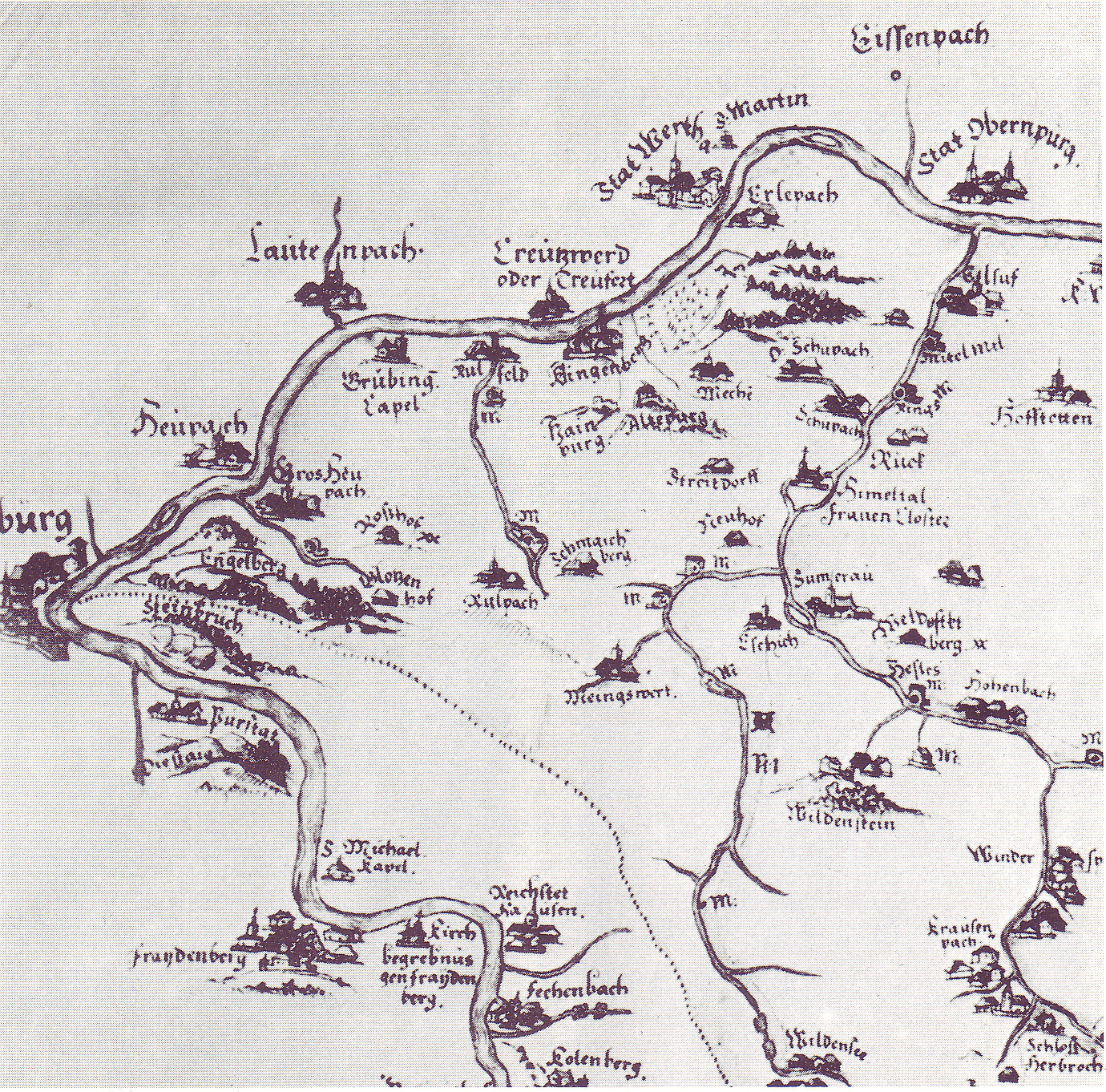
Röllbach („Rulpach“) in der Karte des Spessarts von Paul Pfinzing von 1594 (Norden ist rechts)

### Geografische Lage

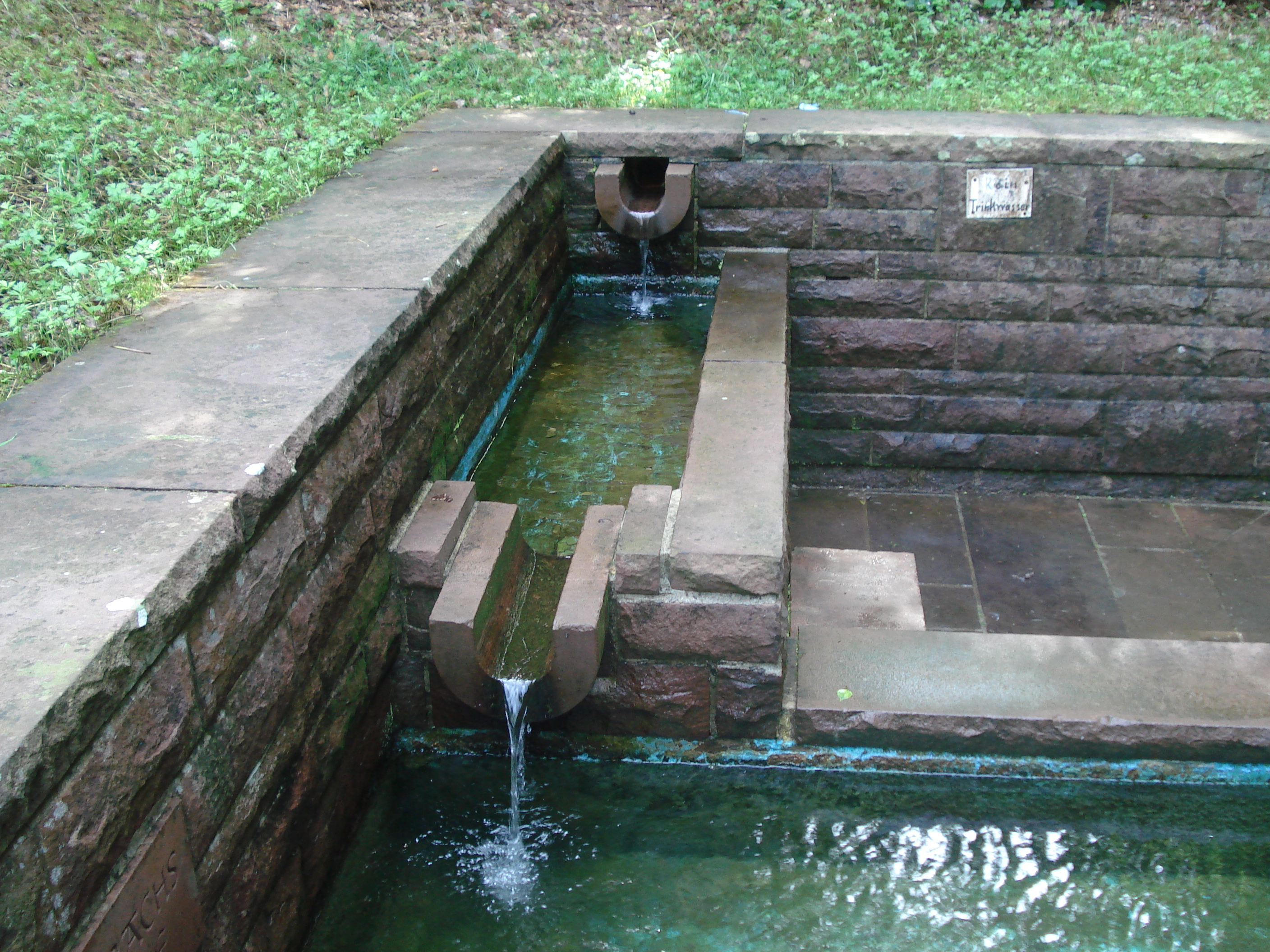
Die Quelle des Röllbachs etwas südöstlich am Waldrand von Röllbach

Die Gemeinde liegt im Spessart, im Mainviereck zwischen Klingenberg, Mönchberg und Großheubach. Der topographisch höchste Punkt der Gemeindegemarkung befindet sich mit 486 m ü. NHN am Geiersberg nordöstlich des Ortes, der niedrigste liegt am Röllbach in der Nähe der Paradeismühle auf 160 m ü. NHN. Durch Röllbach führt der Fränkische Marienweg.

### Gemeindegliederung
Außer dem Pfarrdorf Röllbach gibt es keine weiteren Gemeindeteile, allerdings mehrere Aussiedlerhöfe und Mühlen.

### Nachbargemeinden
|                           | Markt Mönchberg                             |                     |
| Stadt Klingenberg am Main | Kompassrose, die auf Nachbargemeinden zeigt | Gemeinde Collenberg |
|                           | Markt Großheubach                           |                     |

## Name

### Etymologie
Seinen Namen hat Röllbach vom gleichnamigen Röllbach, der in Röllfeld in den Main fließt.

### Frühere Schreibweisen
Frühere Schreibweisen des Ortes aus diversen historischen Karten und Urkunden:
- 1181 Rolebach
- 1260 Rollebach
- 1283 Rolbach
- 1291 Röllbach

## Geschichte
Ein halbes Dutzend bekannter vorgeschichtlicher Bestattungsplätze zwischen Langer Berg und Geiersberg belegen die aktive Besiedlung in vorgeschichtlicher Zeit. Davon zeugen auch noch die Reste der Wallanlage Langer Berg östlich des Ortes. Eine starke Abschnittsbefestigung am nördlichen Ende lässt eine Nutzung auch noch in frühmittelalterlicher Zeit vermuten. Der spätere Ort Röllbach lage auch an einer historischen Altstraße, dem Eselsweg, der östlich über die Sandsteinhöhen am heutigen Ort vorbeiführte und heute ein ausgewiesener Fernwanderweg ist.
Während der Zeit der Stammesherzogtümer gehörte der Ort zum Herzogtum Franken. Der Deutsche Orden war hier früh aktiv, 1263 wird Röllbach, sowie das Patronat der Kirche an den Deutschen Orden übereignet. 1317 kauft dann der Deutsche Orden, das Haus Mergentheim, die Eigenleute von Röllbach mit Zustimmung des Adels von Hohenlohe. Röllbach wurde im 14. Jahrhundert bis 1483 zum Sitz eines Amtes des Deutschen Ordens mit der Obhut über 34 Orte und vier Höfe. 
Im Jahr 1862 wurde das Bezirksamt Obernburg gebildet, auf dessen Verwaltungsgebiet Röllbach lag. Wie überall im Deutschen Reich wurde 1939 die Bezeichnung Landkreis eingeführt. Röllbach war nun eine der 35 Gemeinden im Landkreis Obernburg am Main. Mit der Auflösung des Landkreises Obernburg kam Röllbach am 1. Juli 1972 in den neu gebildeten Landkreis Miltenberg.
Spätestens vom 18. Jahrhundert bis in die 1920er Jahre gab es eine kleine jüdische Gemeinde im Ort. Auch eine Synagoge bestand, die aber bereits um 1920 verkauft wurde. Mindestens 13 in Röllbach geborene oder hier gelebte jüdische Mitbürger und Mitbürgerinnen sind in der NS-Zeit umgekommen.
Obwohl es in Röllbach keine militärischen Ziele gab, wurde der Ort in der Nacht vom 24. zum 25. April 1944 von alliierten Bombern angegriffen. Drei Bewohner starben, 38 Wohnhäuser wurden komplett zerstört, sowie noch viele weitere Scheunen und Nebengebäude. Aus welchem Grund der Ort angegriffen worden ist, ist bis heute nicht geklärt. 

### Einwohnerentwicklung
Im Zeitraum 1988 bis 2018 stieg die Einwohnerzahl von 1330 auf 1639 um 309 Einwohner bzw. um 23,2 %. 2009 wurden 1765 Einwohner erreicht.

## Politik

### Gemeinderat
Bis 1984 wurden die Gemeinderatsmitglieder von Röllbach ausschließlich von der CSU gestellt. Seit der Kommunalwahl 1984 ist auch die CWR (Christliche Wählergemeinschaft Röllbach) im Gemeinderat vertreten. 
Der Gemeinderat von Röllbach besteht aus 13 Mitgliedern einschließlich des Bürgermeisters.
Seit den Kommunalwahlen 2014 traten keine Parteien, sondern nur noch eine einheitliche Bürgerliste, die Röllbacher Liste (RL) zur Wahl an. Diese stellte bereits in der Amtszeit davor alle zwölf Gemeinderäte und bekam auch bei der Kommunalwahl 2020 alle Sitze.

### Bürgermeister
Der Bürgermeister von Röllbach ist Michael Schwing (CSU); er wurde am 15. März 2020 mit 95,2 % der Stimmen gewählt. Das Bürgermeisteramt war bis zur Wahl 2014 auf ehrenamtlicher Basis. Seit der Kommunalwahl 2020 hat die Gemeinde einen hauptamtlichen Bürgermeister.
Die Vorgänger von Michael Schwing waren:
- Rudi Schreck (CSU) von Mai 2002 bis April 2020
- Hermann Schwing, 36 Jahre von Mai 1966 bis April 2002 im Amt. Zuvor war er zehn Jahre lang 2. Bürgermeister. Zudem war er für 24 Jahre (1978–2002) stellvertretender Vorsitzender der Verwaltungsgemeinschaft Mönchberg. Hermann Schwing war Träger des Bundesverdienstkreuzes erster Klasse und Ehrenbürger Röllbachs, als er im Jahr 2010 im Alter von 86 Jahren verstarb.

### Weitere Wahlen
Bei der Europawahl errangen die CSU 46,23 %, die SPD 8,05 %, die Grünen 14,03, die AfD 10,78 % und Sonstige 20,92 %.
Bei den Landtagswahlen 2008 erreichte die CSU 51,13 % der Zweitstimmen.

### Wappen

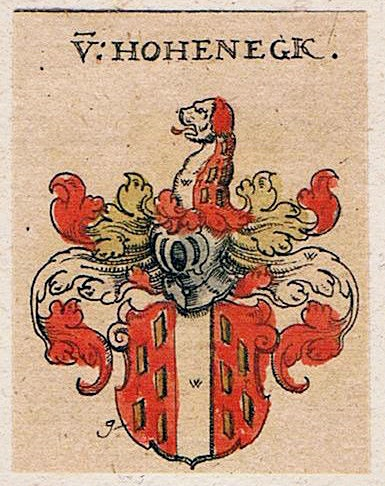
Wappen der Freiherren von Hoheneck

Geschichte: Ein Schultheißensiegel aus dem 18. Jahrhundert ist das historische Vorbild des Wappens. Darin fand man als Zeichen der seit 1484 territorialen Zugehörigkeit zum Erzstift Mainz das sechsspeichige Rad sowie Pfahl und Schindeln aus dem Familienwappen der Freiherren von Hoheneck, die seit 1718 in Röllbach belegt und 1808 ausgestorben sind.
Erläuterung: Auf der linken Hälfte ist ein silbernes sechsspeichiges Rad. Gegenüber fünf goldene Schindeln, die in der Formation 2-1-2 von oben nach unten angeordnet sind; seit 1970.

## Kultur und Sehenswürdigkeiten

### Maria-Schnee-Kapelle
Von einem Schneewunder, welches den Grundriss der Kapelle aufzeichnet, ist in einer Sage die Rede. Schon länger wurde hier ein Gnadenbild von Maria und dem Jesuskind in einem Eichenbildstock verehrt. Im Dreißigjährigen Krieg fielen 1631 die Schweden in Röllbach ein und legten den Ort und Kapelle in Schutt und Asche. Während dieser Zeit entwickelte sich die Kapelle als Wallfahrtsziel vieler Pestprozessionen. Hierbei wurde nicht nur die Gottesmutter, sondern auch der Hl. Rochus angebetet. 1680 wurde die Kapelle vergrößert neu aufgebaut. Seither ist auch die Orgel mit eingebaut. 1849–1850 wurde die Kapelle erhöht und von 1902 bis 1905 restauriert. Seit 1986 hat die Kapelle ihr äußeres Erscheinungsbild, das Innere wurde zuletzt 1990 erneuert.

## Söhne und Töchter der Gemeinde
- Ludwig Ackermann (1826–?), fränkischer Landwirt, Bäcker und Abgeordneter im Landtag
- Roland Schwing (1949–2017), Kommunalpolitiker (CSU)

## Kurioses
Der fruchtbare Lössboden der Gemarkung ließ die dort gewachsene Feldfrucht besonders gut gedeihen. Besonders die dicken, fetten Rüben, im Volksmund Dickwurz = Worzel, brachten den Röllbachern den Spitznamen / Ortsnecknamen „Worzelköpp“ ein.
Obwohl der Ort über keinen eigenen Bahnhof verfügte, war er in den 1980er Jahren in den bundesweit an Bahnhöfen ausliegenden Reisekatalogen der DB-Städtetouren – Kurzurlaub vertreten, seinerzeit neben bekannten Urlaubsorten wie Westerland, Bernkastel-Kues oder Prien am Chiemsee. Die grundsätzlich mit der Deutschen Bundesbahn anreisenden Gäste wurden durch die Zimmervermieter persönlich von den Bahnhöfen in Klingenberg und Miltenberg abgeholt. Hervorgehoben im touristischen Angebot Röllbachs wurden neben Fahrradverleih, Wanderwegen und gesundem Reizklima die seinerzeit im Ort  vorhandene Gastronomie mit Spezialitäten aus aller Welt sowie gepflegter einheimischer Küche.